# Pilea baltenweckii
Pilea baltenweckii es una especie de planta del género Pilea, perteneciente a la familia Urticaceae.

## Taxonomía
Pilea baltenweckii fue descrita por Ignatz Urban en 1909.

## Distribución
Se encuentra en el territorio de República Dominicana y Haití.